# F. Gordon A. Stone
Francis Gordon Albert Stone (* 19. Mai 1925 in Exeter; † 6. April 2011  in Waco, Texas) war ein britisch-US-amerikanischer Chemiker, der sich mit Anorganischer Chemie und später insbesondere mit Organometallischer Chemie befasste.
Stone studierte an der Universität Cambridge (Christ’s College) mit dem Bachelor-Abschluss 1948 und der Promotion 1951 bei Harry Julius Emeléus. Als Post-Doktorand war er als Fulbright Scholar an der University of Southern California und danach Instructor und ab 1957 Assistant Professor an der Harvard University. 1963 bis 1990 war er Professor für Anorganische Chemie an der University of Bristol und danach an der Baylor University, an der er bis 2010 war (Robert A. Welch Distinguished Professor in Chemie).
1998 stand er einer offiziellen britischen Kommission vor, die eine Beurteilung der Forschung und Lehre in Chemie an britischen Universitäten vornahm (Stone Report).
Er war ab 1976 Fellow der Royal Society (und 1987/88 deren Vizepräsident), ab 1970 der Royal Society of Chemistry,  1990 wurde er CBE. 1989 erhielt er die Davy Medal, 1990 die Longstaff Medal und 1985 den Preis für Anorganische Chemie der American Chemical Society.
Nach ihm ist die Gordon Stone Lecture in Bristol benannt.

## Schriften
- Leaving no stone unturned. Pathways in Organometallic Chemistry, American Chemical Society 1993 (Autobiographie)
- Interview in Inorganica Chimica Acta, 358, 2005, S. 1345–1357

Stone veröffentlichte über 750 Aufsätze. Er war mit Robert West Herausgeber von Advances in Organometallic Chemistry und mit Geoffrey Wilkinson und E. W. Abel von Comprehensive Organometallic Chemistry.